# Polyalthia miliusoides
Polyalthia miliusoides este o specie de plante din genul Polyalthia, familia Annonaceae, descrisă de Ian Mark Turner. Conform Catalogue of Life specia Polyalthia miliusoides nu are subspecii cunoscute.